# Kirkland (New York)
Kirkland è un comune (town) dell'area metropolitana di Utica-Rome, nella contea di Oneida, nello Stato di New York, negli Stati Uniti d'America. Prende il nome da Samuel Kirkland, missionario tra gli Oneida.